# Bristol (New Hampshire)
Bristol is een plaats (town) in de Amerikaanse staat New Hampshire, en valt bestuurlijk gezien onder Grafton County.

## Demografie
Bij de volkstelling in 2000 werd het aantal inwoners vastgesteld op 3033.

## Geografie
Volgens het United States Census Bureau beslaat de plaats een oppervlakte van
57,6 km², waarvan 44,9 km² land en 12,7 km² water. Bristol ligt op ongeveer 142 m boven zeeniveau.

## Plaatsen in de nabije omgeving
De onderstaande figuur toont nabijgelegen plaatsen in een straal van 24 km rond Bristol.